# Karim Saidi
Karim Saidi - em árabe, كريم سعيدي‎ (Túnis, 24 de Março de 1983) - é um futebolista tunisino.Já jogou pelo Feyenoord Rotterdam. Em janeiro de 2015, Saidi foi testado pelo time FC Irtysh Pavlodar, da Kazakhstan Premier League, mas não conseguiu um contrato.